# Tipula minensis
Tipula minensis är en tvåvingeart som beskrevs av Alexander 1936. Tipula minensis ingår i släktet Tipula och familjen storharkrankar. Inga underarter finns listade i Catalogue of Life.